# Ilieși, Bacău
Ilieși este un sat în comuna Racova din județul Bacău, Moldova, România.